# 필리핀민꼬리잎코박쥐
필리핀민꼬리잎코박쥐(Coelops hirsutus)는 잎코박쥐과에 속하는 박쥐의 일종이다. 필리핀의 토착종이다. 다른 잎코박쥐류는 아프리카와 오스트레일리아, 솔로몬 제도 아열대 지역의 동굴과 같은 어두운 서식지에서 발견된다. 그러나 잎코박쥐류는 사막과 초원 숲에서도 발견된다. 민꼬리잎코박쥐의 생태에 대해서는 아주 조금밖에 알려져 있지 않지만, 동굴 속에 매달려 서식하며, 숲 서식지에서 살고 있는 것으로 추정하고 있다.